# セオドール・TY02
セオドール・TY02 (Theodore TY02) は、イギリスのレーシングチーム、セオドールが1982年のF1世界選手権に投入したフォーミュラ1カー。

## 開発
セオドール・TY02は前作のTY01同様トニー・サウスゲートが設計した。シーズン中に2台が製作された。マシンはハニカム構造のアルミニウム製モノコックを持ったグラウンド・エフェクト・カーであった。サイドポンツーンが非常に広く、操縦が困難なマシンであった。エンジンはコスワースDFVを搭載した。

## レース戦績
ドライバーはシーズンを通して予選通過のために苦戦した。開幕戦南アフリカには間に合わず、第2戦ブラジルからの投入となった。デレック・デイリーは2戦でリタイアしている。第4戦はFOCAのボイコットに応じて不参戦となった。ヤン・ラマースは6戦中予選通過は1回、トミー・バーンは5戦中2回、ジェフ・リースは第8戦カナダのみの参加であり予選通過したが、いずれのドライバーも完走できなかった。
1983年に入るとチームは元々エンサインのマシンであったN183を投入、N183はチームにポイントをもたらした。
セオドールがF1を撤退した後、TY02は1984年にビル・テンペロに売却されCan-amに参戦した。

## F1における全成績
(key) （太字はポールポジション）
| RSA    | BRA                    | USW | SMR                | BEL | MON | DET | CAN | NED | GBR | FRA | GER | AUT | SUI | ITA | CPL | 0 | - |     |     |     |     |     |
| 1982年 | セオドール・レーシング | G   |                    |     |     |     |     |     |     |     |     |     |     |     |     | 0 | - |     |     |     |     |     |
| 1982年 | セオドール・レーシング | G   | デレック・デイリー | 33  |     | DNF | DNF |     |     |     |     |     |     |     |     | 0 | - |     |     |     |     |     |
| 1982年 | セオドール・レーシング | G   | ヤン・ラマース     | 33  |     |     |     |     | DNQ | DNQ | DNQ |     | DNF | DNQ | DNQ | 0 | - |     |     |     |     |     |
| 1982年 | セオドール・レーシング | G   | ジェフ・リース     | 33  |     |     |     |     |     |     |     | DNF |     |     |     | 0 | - |     |     |     |     |     |
| 1982年 | セオドール・レーシング | G   | トミー・バーン     | 33  |     |     |     |     |     |     |     |     |     |     |     | 0 | - | DNQ | DNF | DNQ | DNQ | DNF |